# Поїм
Пої́м (рос. Поим) — село у складі Кувандицького міського округу Оренбурзької області, Росія.

## Населення
Населення — 20 осіб (2010; 58 у 2002).
Національний склад (станом на 2002 рік):
- башкири — 47 %
- росіяни — 41 %